# Bruno Kreisky
Bruno Kreisky (Viena, 22 de janeiro de 1911 — Viena, 29 de julho de 1990) foi chanceler da Áustria de 1970 a 1983.

## Carreira
Foi um político social-democrata austríaco que serviu como ministro das Relações Exteriores de 1959 a 1966 e como chanceler de 1970 a 1983. Aos 72 anos no final de sua chancelaria, ele foi o chanceler mais velho após a Segunda Guerra Mundial. Seu mandato de 13 anos foi o mais longo de qualquer chanceler na Áustria republicana.

Com sua chancelaria de 13 anos, conhecida como a era Kreisky, ele é uma das figuras políticas mais importantes do país, bem como da social-democracia da Europa Ocidental. Parcialmente ao mesmo tempo que ele, os social-democratas Willy Brandt da Alemanha Ocidental e Olof Palme da Suécia foram chefes de governo, com quem trabalhou de perto na Internacional Socialista.

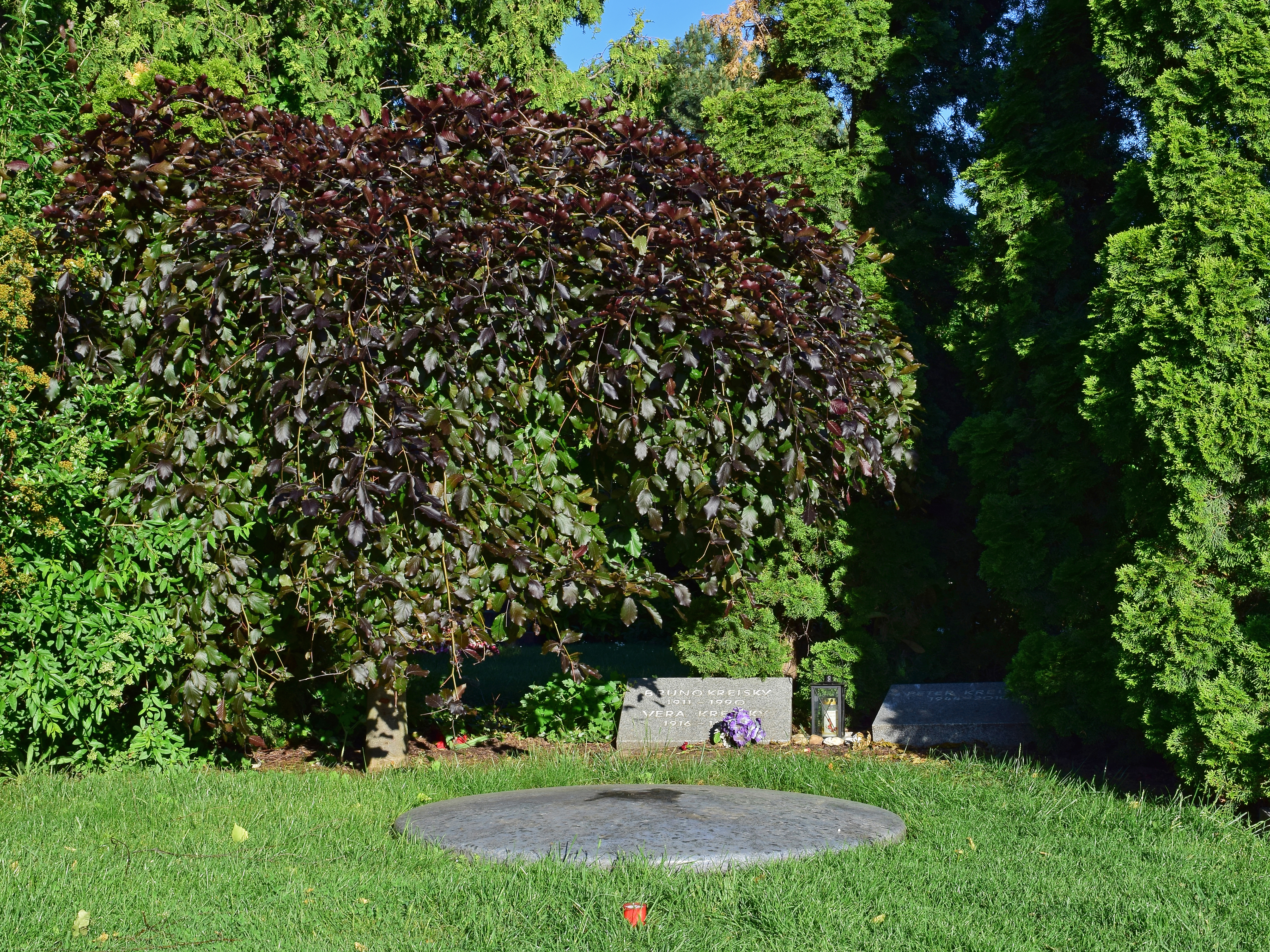
Sepultura no Cemitério Central de Viena